# Aleksandr Protozanow
Aleksandr Konstantinowicz Protozanow (ros. Александр Константинович Протозанов, ur. 2 sierpnia?/15 sierpnia 1914 w Kijowie, zm. w lutym 2006 w Moskwie) – radziecki działacz partyjny i państwowy, przewodniczący Obwodowego Komitetu Wykonawczego w Tiumeni (1960–1963).

## Życiorys
Od lutego 1941 do kwietnia 1943 II sekretarz rejonowego komitetu partyjnego w Kraju Ałtajskim, potem przez kilka miesięcy kierownik wydziału przemysłu górniczego Ałtajskiego Krajowego Komitetu WKP(b). Od września 1944 do lutego 1948 zastępca kierownika wydziału organizacyjnego KC Komunistycznej Partii (bolszewików) Białorusi, od lutego do sierpnia 1948 informator Zarządu ds. Weryfikacji Organów Partyjnych KC WKP(b), od sierpnia 1948 do kwietnia 1950 instruktor organów partyjnych, związkowych i komsomolskich, od kwietnia 1950 do stycznia 1952 kierownik sektora wydziału administracyjnego KC WKP(b), od stycznia 1952 do czerwca 1957 sekretarz Obwodowego Komitetu WKP(b)/KPZR w Udmurcji, od stycznia 1958 do stycznia 1960 sekretarz Komitetu Obwodowego KPZR w Tiumeni, od stycznia 1960 do stycznia 1963 przewodniczący Obwodowego Komitetu Wykonawczego Rady Delegatów Robotniczych w Tiumeni. Od stycznia 1963 do stycznia 1964 I sekretarz Przemysłowego Komitetu Obwodowego KPZR w Tiumeni, od stycznia 1964 do września 1969 II sekretarz Komitetu Obwodowego KPZR w Tiumeni, od 10 września 1969 do 19 grudnia 1983 I sekretarz Wschodniokazachstańskiego Obwodowego Komitetu Komunistycznej Partii Kazachstanu. Od 5 marca 1976 do 25 lutego 1986 kandydat na członka KC KPZR. W latach 1984–1990 doradca przy Radzie Ministrów ZSRR. Deputowany do Rady Najwyższej ZSRR 8 kadencji.

## Odznaczenia
- Order Lenina
- Order Rewolucji Październikowej
- Order Czerwonego Sztandaru Pracy (sześciokrotnie)
- Order Przyjaźni Narodów
- Medal 100-lecia urodzin Lenina
- Medal „Za obronę Moskwy”
- Medal 30-lecia Zwycięstwa w Wielkiej Wojnie Ojczyźnianej 1941–1945
- Medal 40-lecia Zwycięstwa w Wielkiej Wojnie Ojczyźnianej 1941–1945
- Medal 50-lecia Zwycięstwa w Wielkiej Wojnie Ojczyźnianej 1941–1945
- Medal 60-lecia Zwycięstwa w Wielkiej Wojnie Ojczyźnianej 1941–1945
- Medal „Za ofiarną pracę w Wielkiej Wojnie Ojczyźnianej 1941–1945”
- Medal „W upamiętnieniu 850-lecia Moskwy”
- Medal „Za rozwój dziewiczych ziem”
- Medal „Weteran pracy”